# 史啓英
史啓英（1580年—？），字醇甫，号孟華，浙江杭州府海宁县人，明朝政治人物，同進士出身。

## 生平
萬曆二十八年（1600年）庚子科浙江鄉試舉人，四十七年（1619年）登己未科進士，授知崇仁县，擢刑部主事，歴员外、郎中，仕至庐州府知府。著有《愚千齋稿》。

## 家族
曾祖史自學。祖史元麒。父史孝经，庠生。母曹氏。具庆下。兄史起欽（己丑進士、任刑部郎中）、起瞻、起敬、起恭、起明、三長（庠生）。弟史起龍（同科舉人）、起荐、起祥。娶沈氏。子夢桂、宗昌。